# Campeonato Mundial de Voleibol Masculino Sub-21 de 2003
O Campeonato Mundial de Voleibol Masculino Sub-21 de 2003 foi a 12ª edição da competição, disputada entre 16 seleções mundiais, no período 23 a 31 de agosto de 2003, sendo realizada em  Teerã, na Irã.
A edição foi vencida pela Seleção Polonesa que conquistou seu segundo título na categoria e o time vice-campeão foi a Seleção Brasileira.

## Equipes qualificadas
| Torneio de qualificação                  | ! Data                      | Sede                       | Vagas | Qualificados        | Última participação |
| ---------------------------------------- | --------------------------- | -------------------------- | ----- | ------------------- | ------------------- |
| País-sede                                | 2002                        | Lausana                    | 1     | Irã                 | 1999                |
| Campeonato Europeu Sub-21 de 2002        | 20 a 28 de agosto de 2002   | Puck , Cetniewo e Katowice | 1     | Itália              | 2001                |
| Campeonato NORCECA de 2002               | 24 a 28 de julho de 2002    | Kelowna                    | 1     | Canadá              | 1999                |
| Campeonato Asiático de 2002              | 10 a 17 de setembro de 2002 | Teerã                      | 3     | Índia               | 1995                |
| Campeonato Asiático de 2002              | 10 a 17 de setembro de 2002 | Teerã                      | 3     | China               | 2001                |
| Campeonato Asiático de 2002              | 10 a 17 de setembro de 2002 | Teerã                      | 3     | Coreia do Sul       | 2001                |
| Campeonato Sul-Americano de 2002         | 6 a 10 de agosto de 2002    | Poços de Caldas            | 2     | Brasil              | 2001                |
| Campeonato Sul-Americano de 2002         | 6 a 10 de agosto de 2002    | Poços de Caldas            | 2     | Venezuela           | 2001                |
| Campeonato Africano de 2002              | 16 a 20 de setembro 2002    | Cairo                      | 2     | Egito               | 1991                |
| Campeonato Africano de 2002              | 16 a 20 de setembro 2002    | Cairo                      | 2     | Tunísia             | 2001                |
| Qualificatório Europeu de 2003 (Grupo A) | 21 a 25 de maio de 2003     | Gabrovo                    | 1     | Bulgária            | 1993                |
| Qualificatório Europeu de 2003 (Grupo B) | 23 a 25 de maio de 2003     | Spergau                    | 2     | Sérvia e Montenegro | Estreante           |
| Qualificatório Europeu de 2003 (Grupo B) | 23 a 25 de maio de 2003     | Spergau                    | 2     | Alemanha            | 1993                |
| Qualificatório Europeu de 2003 (Grupo C) | 23 a 25 de maio de 2003     | Bardejov                   | 2     | Rússia              | 1993                |
| Qualificatório Europeu de 2003 (Grupo C) | 23 a 25 de maio de 2003     | Bardejov                   | 2     | Eslováquia          | Estreante           |
| Qualificatório Europeu de 2003 (Grupo D) | 23 a 25 de maio de 2003     | Kuusamo                    | 1     | Polônia             | 2001                |
| Total                                    |                             |                            | 16    |                     |                     |

## Locais dos jogos
| Local 1.          |
| ----------------- |
| Teerã-Irã         |
| Hall 01           |
| Capacidade:13 000 |

| Local 2          |
| ---------------- |
| Teerã-Irã        |
| Hall 02          |
| Capacidade:2 000 |

## Formato de disputa
As 16 seleções participantes foram divididas proporcionalmente em  quatro grupos. As seleções jogaram dentro de seus respectivos grupos sistema de pontos corridos.
Ao final desta fase a quarta colocada de cada grupo foram eliminadas e finalizaram na décima terceira colocação. As três melhores colocadas classificaram-se para a segunda fase, sendo que a primeira colocada de cada grupo se enfrentou no playoff entre si, obedecendo aos índices desempenho na primeira fase, para definir as posições para as quartas de final (cabeça de chave), enquanto  os segundos e terceiros colocados se enfrentaram em playoff eliminatório e os vencedores seguem  para  as quartas de final  e os perdedores finalizaram na nona posição
As equipes vencedoras das quartas de final disputaram as semifinais e as derrotadas defiiram da quinta a oitava posição; as equipes vitoriosas das semifinais decidiram o título na grande final e as derrotadas competiram pelo bronze.

## Primeira fase
|  | Qualificados para o playoff de definição para cabeças de chave visando as quartas quartas de final |
|  | Qualificados para o playoff eliminatório visando as quartas de final                               |
|  | Décimo terceiro lugar                                                                              |

### Grupo A
Classificação
|     |               |     | Jogos | Jogos | Jogos | Pontos | Pontos | Pontos | Sets | Sets | Sets  |
| Pos | Equipe        | Pts | T     | V     | D     | V      | P      | R      | V    | P    | R     |
| --- | ------------- | --- | ----- | ----- | ----- | ------ | ------ | ------ | ---- | ---- | ----- |
| 1   | Coreia do Sul | 8   | 3     | 3     | 0     | 283    | 268    | 1.056  | 9    | 3    | 3,000 |
| 2   | Irã           | 5   | 3     | 2     | 1     | 287    | 250    | 1.148  | 7    | 5    | 1.400 |
| 3   | Egito         | 3   | 2     | 1     | 1     | 239    | 271    | 0.882  | 4    | 8    | 0.500 |
| 4   | Venezuela     | 2   | 3     | 0     | 3     | 296    | 316    | 0.937  | 5    | 9    | 0.556 |

Resultados
| Data   | Hora  |                  | Placar |                  | Set 1 | Set 2 | Set 3 | Set 4 | Set 5 | Total   | Relatório |
| ------ | ----- | ---------------- | ------ | ---------------- | ----- | ----- | ----- | ----- | ----- | ------- | --------- |
| 23 ago | 08:00 | 'Egito '         | 3–2    | Venezuela        | 25–21 | 22–25 | 20–25 | 25-19 | 15-11 | 107–71  | 107–101   |
| 23 ago | 18:00 | Irã              | 1–3    | ' Coreia do Sul' | 26–28 | 25–16 | 23–25 | 23–25 |       | 97–94   | 97–94     |
| 24 ago | 15:00 | 'Coreia do Sul ' | 3–2    | Venezuela        | 15–25 | 17–25 | 25–20 | 17–25 |       | 74–95   | 74–95     |
| 24 ago | 17:30 | Egito            | 2–3    | ' Irã'           | 19–25 | 28–26 | 25–20 | 23–25 | 17–19 | 112–115 | 113–114   |
| 25 ago | 10:00 | 'Coreia do Sul ' | 3–0    | Egito            | 25–16 | 25–20 | 25–22 |       |       | 75–58   | 75–58     |
| 25 ago | 17:00 | 'Irã '           | 3–1    | Venezuela        | 20–25 | 25–19 | 25–18 | 25-20 |       | 95–62   | 95–82     |

### Grupo B
Classificação
|     |          |     | Jogos | Jogos | Jogos | Pontos | Pontos | Pontos | Sets | Sets | Sets  |
| Pos | Equipe   | Pts | T     | V     | D     | V      | P      | R      | V    | P    | R     |
| --- | -------- | --- | ----- | ----- | ----- | ------ | ------ | ------ | ---- | ---- | ----- |
| 1   | Rússia   | 9   | 3     | 3     | 0     | 225    | 161    | 1.398  | 9    | 0    | MAX   |
| 2   | Alemanha | 9   | 3     | 3     | 0     | 207    | 184    | 1.125  | 6    | 3    | 2,000 |
| 3   | Índia    | 3   | 3     | 1     | 2     | 178    | 211    | 0.844  | 3    | 6    | 0.500 |
| 4   | China    | 0   | 3     | 0     | 3     | 171    | 225    | 0.760  | 0    | 9    | 0,000 |

Resultados
| Data   | Hora  |           | Placar |             | Set 1 | Set 2 | Set 3 | Set 4 | Set 5 | Total | Relatório |
| ------ | ----- | --------- | ------ | ----------- | ----- | ----- | ----- | ----- | ----- | ----- | --------- |
| 23 ago | 10:00 | Índia     | 0–3    | ' Alemanha' | 23–25 | 15–25 | 13–25 |       |       | 51–75 | 51-75     |
| 23 ago | 14:00 | 'Rússia ' | 3–0    | China       | 25-17 | 25–17 | 25–17 |       |       | 75–34 | 75-52     |
| 24 ago | 19:15 | China     | 0–3    | ' Alemanha' | 22–25 | 21–25 | 15–25 |       |       | 58–75 | 58–75     |
| 24 ago | 19:40 | 'Rússia ' | 3–0    | Índia       | 25–23 | 25–15 | 25–14 |       |       | 75–52 | 75–52     |
| 25 ago | 17:15 | Alemanha  | 0–3    | ' Rússia'   | 19–25 | 16–25 | 22–25 |       |       | 57–75 | 57-75     |
| 25 ago | 19:15 | 'Índia '  | 3–0    | China       | 25–17 | 25–22 | 25–22 |       |       | 75–61 | 75–61     |

### Grupo C
Classificação
|     |         |     | Jogos | Jogos | Jogos | Pontos | Pontos | Pontos | Sets | Sets | Sets  |
| Pos | Equipe  | Pts | T     | V     | D     | V      | P      | R      | V    | P    | R     |
| --- | ------- | --- | ----- | ----- | ----- | ------ | ------ | ------ | ---- | ---- | ----- |
| 1   | Brasil  | 9   | 3     | 3     | 0     | 253    | 205    | 1.234  | 9    | 1    | 9,000 |
| 2   | Polônia | 6   | 3     | 2     | 1     | 243    | 222    | 1.095  | 6    | 4    | 1.500 |
| 3   | Canadá  | 3   | 3     | 1     | 2     | 263    | 270    | 0.974  | 5    | 7    | 0.714 |
| 4   | Tunísia | 0   | 3     | 0     | 3     | 184    | 247    | 0.745  | 1    | 9    | 0.111 |

Resultados
| Data   | Hora  |            | Placar |            | Set 1 | Set 2 | Set 3 | Set 4 | Set 5 | Total  | Relatório |
| ------ | ----- | ---------- | ------ | ---------- | ----- | ----- | ----- | ----- | ----- | ------ | --------- |
| 23 ago | 10:00 | Tunísia    | 1–3    | ' Canadá'  | 12–25 | 21–25 | 25–22 | 12–25 |       | 70–97  | 70–97     |
| 23 ago | 20:20 | 'Brasil '  | 3–0    | Polônia    | 25–21 | 30–28 | 25–17 |       |       | 80–66  | 80–66     |
| 24 ago | 10:00 | 'Brasil '  | 3–1    | Canadá     | 25–16 | 22–25 | 26–24 | 25–18 |       | 98–83  | 98–83     |
| 24 ago | 17:30 | Tunísia    | 0–3    | ' Polônia' | 20–25 | 21–25 | 17–25 |       |       | 58–75  | 58–75     |
| 25 ago | 10:00 | 'Brasil '  | 3–0    | Tunísia    | 25–18 | 25–23 | 25–15 |       |       | 75–56  | 75–56     |
| 25 ago | 15:00 | 'Polônia ' | 3–1    | Canadá     | 25–18 | 27–29 | 25–22 | 25-15 |       | 102–69 | 102–84    |

### Grupo D
Classificação
|     |            |     | Jogos | Jogos | Jogos | Pontos | Pontos | Pontos | Sets | Sets | Sets  |
| Pos | Equipe     | Pts | T     | V     | D     | V      | P      | R      | V    | P    | R     |
| --- | ---------- | --- | ----- | ----- | ----- | ------ | ------ | ------ | ---- | ---- | ----- |
| 1   | Iugoslávia | 8   | 3     | 3     | 0     | 290    | 249    | 1.165  | 9    | 3    | 3,000 |
| 2   | Bulgária   | 6   | 3     | 2     | 1     | 213    | 199    | 1.070  | 6    | 3    | 2,000 |
| 3   | Eslováquia | 4   | 3     | 1     | 2     | 233    | 254    | 0.917  | 5    | 6    | 0.833 |
| 4   | Itália     | 0   | 3     | 0     | 3     | 215    | 249    | 0.863  | 1    | 9    | 0.111 |

Resultados
| Data   | Hora  |               | Placar |               | Set 1 | Set 2 | Set 3 | Set 4 | Set 5 | Total  | Relatório |
| ------ | ----- | ------------- | ------ | ------------- | ----- | ----- | ----- | ----- | ----- | ------ | --------- |
| 23 ago | 14:00 | 'Iugoslávia ' | 3–1    | Itália        | 25–20 | 25–22 | 22–25 | 26–24 |       | 98–91  | 98–91     |
| 23 ago | 18:00 | Eslováquia    | 0–3    | ' Bulgária'   | 23–25 | 17–25 | 22–25 |       |       | 62–75  | 62–75     |
| 24 ago | 10:00 | Itália        | 0–3    | ' Eslováquia' | 19–25 | 24–26 | 23–25 |       |       | 66–76  | 66–76     |
| 24 ago | 10:00 | 'Iugoslávia ' | 3–0    | Bulgária      | 25–17 | 25–19 | 29–27 |       |       | 79–63  | 79–63     |
| 25 ago | 15:00 | Itália        | 0–3    | ' Bulgária'   | 21–25 | 20–25 | 17–25 |       |       | 58–75  | 58–75     |
| 25 ago | 19:00 | 'Iugoslávia ' | 3–2    | Eslováquia    | 25–16 | 23–25 | 25–17 | 25-27 | 15-10 | 113–58 | 113–95    |

## Segunda fase

### Playoff eliminatório
|  | Vencedores - qualificados para o playoff as quartas de final |
|  | Eliminados - Nono lugar                                      |

Resultados
| Data   | Hora  |             | Placar |            | Set 1 | Set 2 | Set 3 | Set 4 | Set 5 | Total | Relatório |
| ------ | ----- | ----------- | ------ | ---------- | ----- | ----- | ----- | ----- | ----- | ----- | --------- |
| 27 ago | 10:00 | 'Polônia '  | 3–1    | Índia      | 25–22 | 20–25 | 25–21 | 25–18 |       | 95–86 | 95–81     |
| Aug 27 | 17:00 | 'Irã '      | 3–0    | Eslováquia | 25–16 | 25–22 | 25–23 |       |       | 75–61 | 75–61     |
| Aug 27 | 19:00 | 'Alemanha ' | 3–1    | Canadá     | 23–25 | 25–21 | 25–21 | 25–22 |       | 98–89 | 98–89     |
| Aug 27 | 19:15 | 'Bulgária ' | 3–0    | Egito      | 25–18 | 25–22 | 25–18 |       |       | 75–58 | 75–58     |

### Playoff definição
|  | Qualificados para as quartas de final |

| Data   | Hora  |               | Placar |               | Set 1 | Set 2 | Set 3 | Set 4 | Set 5 | Total | Relatório |
| ------ | ----- | ------------- | ------ | ------------- | ----- | ----- | ----- | ----- | ----- | ----- | --------- |
| Aug 27 | 10:00 | 'Iugoslávia ' | 3–0    | Coreia do Sul | 25–19 | 26–24 | 25–19 |       |       | 76–62 | 76–62     |
| Aug 27 | 17:00 | 'Brasil '     | 3–1    | Rússia        | 25–22 | 21–25 | 25–16 | 25-21 |       | 96–63 | 96–84     |

## Fase final

### Quartas de final
| Data   | Hora  |                  | Placar |            | Set 1 | Set 2 | Set 3 | Set 4 | Set 5 | Total   | Relatório |
| ------ | ----- | ---------------- | ------ | ---------- | ----- | ----- | ----- | ----- | ----- | ------- | --------- |
| Aug 29 | 10:00 | 'Polônia '       | 3–1    | Iugoslávia | 26–24 | 25–23 | 22–25 | –     |       | 73–72   | 95–95     |
| Aug 29 | 15:00 | 'Bulgária '      | 3–1    | Rússia     | 25–21 | 16–25 | 25–23 | 25-19 |       | 91–69   | 91–88     |
| Aug 30 | 17:15 | 'Coreia do Sul ' | 3–2    | Alemanha   | 24–26 | 25–21 | 25–19 | 23–25 | 15–11 | 112–102 | 112–102   |
| Aug 30 | 19:45 | 'Brasil '        | 3–0    | Irã        | 25–21 | 25–20 | 25–20 |       |       | 75–61   | 75–61     |

### Classificação do 5º ao 8º lugares
| Data   | Hora  |            | Placar |           | Set 1 | Set 2 | Set 3 | Set 4 | Set 5 | Total   | Relatório |
| ------ | ----- | ---------- | ------ | --------- | ----- | ----- | ----- | ----- | ----- | ------- | --------- |
| 30 ago | 10:00 | Iugoslávia | 2–3    | ' Rússia' | 17–25 | 26–24 | 30–28 | 23–25 | 7-15  | 103–102 | 103–117   |
| 30 ago | 17:00 | Alemanha   | 2–3    | ' Irã'    | 22–25 | 25–23 | 21–25 | 25-20 | 12-15 | 105–73  | 105–108   |

### Semifinais
| Data   | Hora  |               | Placar |           | Set 1 | Set 2 | Set 3 | Set 4 | Set 5 | Total | Relatório |
| ------ | ----- | ------------- | ------ | --------- | ----- | ----- | ----- | ----- | ----- | ----- | --------- |
| 30 ago | 15:00 | 'Polônia '    | 3–1    | Bulgária  | 21–25 | 27–25 | 25–20 | 25–21 |       | 98–91 | 98–91     |
| 30 ago | 19:45 | Coreia do Sul | 0–3    | ' Brasil' | 18-25 | 20–25 | 19–25 |       |       | 57–50 | 57–75     |

### Sétimo lugar
| Data   | Hora |               | Placar |          | Set 1 | Set 2 | Set 3 | Set 4 | Set 5 | Total | Relatório |
| ------ | ---- | ------------- | ------ | -------- | ----- | ----- | ----- | ----- | ----- | ----- | --------- |
| 31 ago | 9:00 | 'Iugoslávia ' | 3–0    | Alemanha | 25–16 | 25–22 | 25–22 |       |       | 75–60 | 75–60     |

### Quinto lugar
| Data   | Hora  |           | Placar |     | Set 1 | Set 2 | Set 3 | Set 4 | Set 5 | Total | Relatório |
| ------ | ----- | --------- | ------ | --- | ----- | ----- | ----- | ----- | ----- | ----- | --------- |
| 31 ago | 11:00 | 'Rússia ' | 3–0    | Irã | 25–20 | 25–19 | 25–19 |       |       | 75–58 | 75–58     |

### Terceiro lugar
| Data   | Hora  |             | Placar |               | Set 1 | Set 2 | Set 3 | Set 4 | Set 5 | Total | Relatório |
| ------ | ----- | ----------- | ------ | ------------- | ----- | ----- | ----- | ----- | ----- | ----- | --------- |
| 31 ago | 15:00 | 'Bulgária ' | 3–0    | Coreia do Sul | 25–19 | 25–16 | 25–21 |       |       | 75–56 | 75–56     |

### Final
| Data   | Hora  |            | Placar |        | Set 1 | Set 2 | Set 3 | Set 4 | Set 5 | Total  | Relatório |
| ------ | ----- | ---------- | ------ | ------ | ----- | ----- | ----- | ----- | ----- | ------ | --------- |
| 31 ago | 19:00 | 'Polônia ' | 3–2    | Brasil | 25–23 | 20–25 | 25–23 | 22-25 | 15-11 | 107–71 | 107–107   |